# Гурко, Владимир Иосифович (1862)
Влади́мир Ио́сифович Гу́рко, Ромейко-Гурко (30 ноября [12 декабря] 1862, Царское Село, Санкт-Петербургская губерния — 18 февраля 1927, Париж) — русский государственный деятель, публицист, член Русского Собрания, сподвижник П. А. Столыпина; действительный статский советник.

## Биография
Родился 30 ноября 1862 года в семье потомственных дворян Гурко Тверской губернии — сын генерал-фельдмаршала Иосифа Владимировича Гурко и графини Марии Андреевны Салиас-де-Турнемир.
С 1885 года после окончания юридического факультета Московского университета был членом Варшавского губернского присутствия по крестьянским делам; был комиссаром по крестьянским делам Гроецкого и Радиминского уездов Варшавской губернии. Вникнув в суть аграрного вопроса, уже в 1887 году опубликовал экономические очерки «Дворянское землевладение в связи с местной реформой», обратившие на себя внимание специалистов.
С 20 февраля 1892 года стал исполнять обязанности вице-губернатора в чине надворного советника; с 1890 года был в звании камер-юнкера.
С 1895 года работал в отделениях законов, государственной экономии и государственного секретаря Государственной канцелярии. В 1898 году он стал помощником статс-секретаря департамента экономии. Уже в 1897 году он указывал на ошибочность дальневосточной экспансии, в результате которой Россия рискует «не только потерять плоды всей многовековой борьбы с Польшей и Турцией, но еще и впредь обречь себя на роль чернорабочего Европы, с ломом и киркой прокладывающего ей путь на Восток <…> в то время как русский крестьянин ежегодно десятками тысяч переселяется в далекие тундры Сибири, наши западные окраины наводняются немецким пришельцем, мирно, но стойко и неуклонно отодвигающим наши этнографические границы к востоку».
В 1900 году (1901?) был пожалован в камергеры. С 1902 года занимал должность начальника Земского отдела в Министерстве внутренних дел; 6 декабря 1903 года был произведён в действительные статские советники. В июне 1902 года при министерстве была образована редакционная комиссия по пересмотру законодательства о крестьянах, материалы для которой готовили сотрудники Земского отдела во главе с Гурко. Первыми шагами к ликвидации общины Гурко считал уничтожение круговой поруки и отмена выкупных платежей, поэтому аграрный раздел манифеста 26 февраля 1903 года предусматривал облегчение выхода крестьян из общины. По мнению исследователя Ю. Б. Соловьёва, «более чем кто-либо другой, он подготовил переход к тому, что стало потом называться столыпинской аграрной реформой».
С 2 марта 1906 года он был товарищем министра внутренних дел П. Н. Дурново, а затем и П. А. Столыпина. Его выступление по аграрному вопросу в Думе, как товарища министра, 19 мая 1906 года произвело эффект, после которого трудовики требовали, «чтоб Гурки не было!».
После роспуска Государственной думы в 1907 году руководил поставками продовольствия. Был привлечён к суду за заключение невыгодной сделки на поставку зерна с купцом Эриком Лидвалем (Дело Гурко-Лидваля). Обвинённый в превышении власти и нерадении, Гурко был уволен от должности товарища министра. Ю. Б. Соловьев видел в отстранении Гурко свидетельство его чужеродности в бюрократической среде: «Его падение закономерно обусловливалось и его неполным соответствием правилам неписаного бюрократического устава, запрещавшего, в частности, брать на себя малейший риск, хотя бы на йоту большую ответственность, чем следовало, полностью пренебрегая всеми остальными соображениями и пользами. Бюрократ не мог попасть впросак так, как он».
Уже после возбуждения дела, но задолго до оглашения сенатского приговора, Гурко вызвал на дуэль депутата кадета Ф. И. Родичева, который публично (при выступлении в Государственной думе) в оскорбительном тоне отозвался о поведении Гурко в сделке с Лидвалем, Родичев же от дуэли отказался, заявив, что до оправдания Гурко судом дуэль невозможна. После вынесения приговора Гурко также привлёк к суду редактора и сотрудника газеты «Русь» господ Крамалея и Изнара в связи с тем, что издание обвиняло его в расхищении казённых средств. По решению суда журналисты были приговорены к трём месяцам тюрьмы.
По приговору Судебного присутствия уголовного кассационного департамента Сената 17 сентября 1907 года он был отставлен от службы по обвинению в «превышении власти и нерадении в отправлении должности»; уже 27 марта 1908 года «Высочайше всемилостивейше помилован» и 8 апреля 1909 года освобождён от всех законных последствий осуждения (снята судимость); в 1910 году вновь пожалован в камергеры.
Управляющий делами Постоянного совета Объединённого дворянства. Кроме того, в 1908 году Гурко стал одним из членов-учредителей Русского окраинного общества.

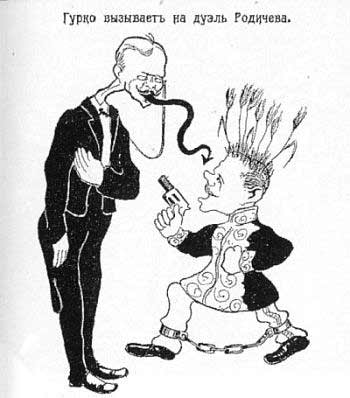
Карикатура. Из газет того времени.

В 1909 году избран гласным Тверского губернского земского собрания, член Постоянного совета Объединённого дворянства. В декабре баллотировался на должность тверского губернского предводителя дворянства, но не прошёл; 9 августа 1912 года был избран членом Государственного совета от Тверского земства; входил в правую группу, с 26 июня 1913 года — в кружок внепартийного объединения. Летом 1915 года стал одним из основных авторов программы «Прогрессивного блока», был сторонником создания волостного земства.
Был тверским уездным предводителем дворянства (1914—1917). С 1915 года был членом Особого совещания для обсуждения и объединения мероприятий по обороне государства.
В 1915 году издавал в Петрограде журнал Всероссийского общества для развития и усовершенствования русских лечебных местностей «Целебные силы России».
После Октябрьской революции принимал участие в нелегальных собраниях Союза земельных собственников, активно участвовал в организации Правого центра. Способствовал организации в Москве в 1918 году офицерской группы по спасению царской семьи Николая II под руководством капитана П. П. Булыгина. В середине 1918 года стал одним из руководителей «Национального центра». После убийства немецкого посла Мирбаха бежал в Киев, установил контакт с «Советом национального объединения России» и пытался добиться сотрудничества между атаманом Войска Донского, придерживающимся германской ориентации, и Добровольческой армией, хранящей верность союзникам по Антанте. Затем сотрудничал с руководством Вооруженных сил Юга России. Эвакуировался со штабом генерала А. В. Шварца из Одессы в Константинополь. Позднее эмигрировал во Францию, где продолжал активную деятельность против Советской России.
Умер в Париже 18 февраля 1927 года.
Имел земли в Тверском уезде Тверской губернии (877 десятин); его жене принадлежало 2350 десятин в Воронежской губернии.

## Награды
- Орден Святого Станислава 3-й степени;
- Орден Святой Анны 3-й степени;
- Орден Святого Станислава 2-й степени;
- Орден Святой Анны 2-й степени;
- Орден Святого Владимира 4-й степени;
- Орден Святого Владимира 3-й степени (1905);
- Медаль «В память царствования императора Александра III»;
- Медаль «В память коронации Императора Николая II»;
- Медаль «В память 300-летия царствования дома Романовых».

## Из воспоминаний современников о нём
- Витте, Сергей Юльевич: «Человек крайне консервативного и даже реакционного направления, — человек, несомненно, умный, знающий, толковый и талантливый, но человек … беспринципный…».
- Струве, Пётр Бернгардович: «…Гурко был человек редкой личной одарённости и блестящий представитель той умной, живой и изумительно работоспособной бюрократии, которую создала имперская Россия, и в создание которой вложились такие люди, как М. М. Сперанский, Е. Ф. Канкрин, М. А. Корф, Д. А. и Н. А. Милютины и многие другие крупные люди. Это сочетание личной одарённости и групповой культуры поражало в покойном Владимире Иосифовиче».
- Менделеев, Павел Павлович: «Разносторонне образованный, с широким умственным кругозором, большой личной инициативой и долгим государственным опытом, прекрасный оратор и великолепный стилист. … был он убеждённейший монархист и злейший враг крайне левой общественности… страшно увлекающийся, способный на безрассудные поступки. Азарт был у него в крови».